# عمار شریط
عَمّار شُرَیِّط (؟ -۱۸۳۵م) (نام کامل: ابومنصور عمار بن شریّط قسنطینی) ادیب، فقیه و محدث الجزایری در نیمهٔ اول سدهٔ سیزدهم هجری/سدهٔ نوزدهم میلادی بود. افتای مالکی‌ها و اوقاف آن را عهده‌دار شد. در علم بلاغت سرآمد بود.